# Ágios Sozómenos
Ágios Sozómenos är en övergiven ort i Cypern.   Den ligger i distriktet Eparchía Lefkosías, i den östra delen av landet, 14 km sydost om huvudstaden Nicosia. Ágios Sozómenos ligger 254 meter över havet. Den ligger på ön Cypern.
Terrängen runt Ágios Sozómenos är huvudsakligen lite kuperad. Ágios Sozómenos ligger uppe på en höjd.Trakten runt Ágios Sozómenos är ganska tätbefolkad, med 65 invånare per kvadratkilometer. Närmaste större samhälle är Nicosia, 13,7 km nordväst om Ágios Sozómenos. Trakten runt Ágios Sozómenos är i huvudsak ett öppet busklandskap.